# Elaeagnus pilostyla
Elaeagnus pilostyla är en havtornsväxtart som beskrevs av C. Yung Chang. Elaeagnus pilostyla ingår i släktet silverbuskar, och familjen havtornsväxter. Inga underarter finns listade i Catalogue of Life.